# Dejan Karan
Dejan Karan (Újvidék, 1988. augusztus 13. –) szerb származású magyar állampolgársággal is rendelkező visszavonult labdarúgó.

## Pályafutása
2006 és 2013 között a a szerb, illetve a montenegrói élvonalban játszott. 2013 nyarán 2+1 éves szerződést kötött a KTE csapatával és náluk az NB I-ben 55 mérkőzésen szerepelt. 2015-től az albán első osztályban szereplő KF Tirana labdarúgója volt. A vajdasági játékos 2016 júliusában tért vissza Magyarországra, mivel szerződést kötött a Diósgyőri VTK-val. Védőként határozott játékot játszik, és az ellenfél csatárai több esetben is megsérültek a szerelései miatt.